# Reinsfeld
Reinsfeld település Németországban, Rajna-vidék-Pfalz tartományban. Lakosainak száma 2517 fő (2023. december 31.). Reinsfeld Hermeskeil és Beuren községekkel határos.

## Népesség
A település népességének változása:
| Lakosok száma | 2004 | 2344 | 2347 | 2412 | 2498 | 2517 |
|               | 1975 | 2017 | 2019 | 2021 | 2022 | 2023 |